# Campyloneurum vulpinum
Campyloneurum vulpinum är en stensöteväxtart som först beskrevs av Carl Axel Magnus Lindman, och fick sitt nu gällande namn av Ren-Chang Ching. Campyloneurum vulpinum ingår i släktet Campyloneurum och familjen Polypodiaceae. Inga underarter finns listade.